# Starship Troopers (videohra, 2005)
Starship Troopers je first-person akční videohra z roku 2005. Byla vytvořena britskou společností Strangelite Studios a vydána Empire Interactive. Hra jako taková je založená na filmu Hvězdná pěchota z roku 1997.
Hra se odehrává pět let po událostech filmu. Hráč se ujímá speciální jednotky s označením 06 alias Spooky, která se připojuje k různým misím napříč fiktivní planetou Hesperus, jež byla zamořena invazí arachnidů. Hra též obsahuje krátké úryvky z prvního filmu i jeho pokračování Hvězdná pěchota 2: Hrdinové Federace.

## Děj
Příběh hry začíná pět let od událostí z prvního filmu. Ve hře se ujímáme člena speciálních jednotek, vojáka 06 alias Spooky, který je vybaven silovým oblekem a pestrou škálou zbraní, od útočných pušek po vícehlavňový raketomet. Arachnidé, také jednoduše zvaní brouci, napadli těžební planetu Hesperus, zdroj paliva pro federální flotilu. 06 se tak přidává k velké ofenzivní akci s cílem dobýt Hesperus zpět.
První mise (zvaná Velitelská loď) slouží jako pouhý výcvik. 06 se probouzí ve své kajutě, osahá si několik zbraní a vzápětí se přidává k výsadku na povrch planety. V druhé misi (Komplex) se 06 připojuje k mobilní pěchotě s úmyslem obsadit zásobovací komplex, zajistit jej a vyčistit perimetr od brouků. Ačkoliv je nájezd brouků větší, než se původně očekávalo, mobilní pěchota zapojí obranný systém elektrických sloupů a komplex uhájí. Ve třetí misi (Základna 29) je 06 vyslán na záchrannou operaci do hluboké pouště na chabě chráněné stanoviště, kde je odříznutý oddíl vojáků. Ačkoliv základnu později napadne obrovské arachnidské vojsko, díky navázanému spojení přiletí záchranná loď. Ve čtvrté misi (Plasmová hora) se 06 s výsadkem vydává do izolovaného pohoří. Přestože letectvo úspěšně zlikvidovalo většinu plazmových brouků (kteří svými plazmatickými střelami ohrožují federální flotilu na oběžné dráze), jeden obrovský jedinec se skryl v horách, kam se letecký nálet nedostane. 06 se úspěšně probije na vrchol hory, kde onoho plazmového brouka zabije.
V páté misi (Pevnost) vychází najevo, že kvůli plazmovým útokům přišla flotila o mnoho doprovodných palivových lodí, kvůli čemuž se zásoby paliva rychle ztenčují. Hluboko v arachnidském teritoriu je nalezena opuštěná pevnost s velkými zásoby paliva. 06 se přidává k misi s rozkazem pevnost ubránit do té doby, než transportní lodě odletí s veškerým palivem. To se nakonec zdaří a 06 jako poslední uprchne těsně před načasovaným výbuchem pevnosti. V šesté misi (Ztracený voják) se osamocený 06 vydává do podzemního komplexu zamořeného brouky, kde byla ztracena jiná speciální jednotka na tajné misi, voják 01. 06 nakonec nalezne 01 polomrtvého a odjištěnou atomovou bombu. 06 jen tak tak uprchne, načež bomba exploduje. V sedmé misi (Dva mosty) se 06 přidává k útoku s cílem dobýt hlavní horskou zásobovací rychlodráhu, což by znamenalo obrat války v prospěch lidí. Akce se nakonec zdaří, vojáci dovedou zajistit oba traťové mosty. V osmé misi (Psi-Ops) je 06 opět osamocen vyslán na záchrannou operaci daleko za hlavní linií, kde byl konvoj generála Hausera přepaden brouky. 06 Hausera nalezne a společně dobyjí výzkumnou laboratoř, na jejímž konci nalézají brouka X, tajný vědecký projekt a cíl Hauserova konvoje.
Brouk X je geneticky a bioinženýrsky upravený brouk, který vydává feromony schopné přilákat ostatní arachnidy z dalekého okolí. Toho je využito v deváté misi (Návnada), kdy je k brouku X přilákána obrovská arachnidská armáda a za použití veškerého vojenského arzenálu zničena. Brouk X je následně vypuštěn a monitorován ve snaze vypátrat brouka mozka, inteligentního arachnida a vůdce brouků na Hesperu. Mezitím, co byla broučí armáda rozprášena, vojenská rozvědka objevila jejich hnízdo, ovšem úderný tým se neozývá. 06 je proto v desáté misi (Broučí hnízdo) vyslán k hnízdu, kde nalézá úderný tým zlikvidovaný brouky. Rozmístí proto nálože na vlastní pěst a včas prchne, načež celá líheň exploduje. Zbytky arachnidské armády vzápětí začnou ustupovat přes Rasčakovu pevnost, hlavní zásobovací kosmodrom celé planety. V jedenácté misi (Útok) se 06 přidává k útoku, na jehož konci se podaří kosmodrom dobýt a brouci se definitivně stáhnou ke kalderám aktivní sopky, kde sídlí brouk mozek. Ve dvanácté a poslední misi (Brouk mozek) je 06 součástí finálního úderu v nitru kaldery. Znovu se setkává s broukem X, který zpočátku pomáhá mozek vystopovat, ovšem na samotném konci je 06 přinucen jej zabít.
Brouk mozek je konečně chycen, což představuje totální vítězství ve válce o Hesperus. 06 sklidí hlasitý potlesk, je oceněn vyznamenáním a pořádá se velká oslava. Následující den jej čeká výcvik nováčků.

## Přijetí
Hra obdržela spíše negativní recenze, celkem 3.8 bodů z 10 na GameSpot a 5 bodů z 10 na IGN, kdy obě recenze kritizovaly technické závady, jako byly problémy s umělou inteligencí postav a zaostalou grafickou stránkou hry. Téže se shodly v tom, že je zde velmi málo modelů pro postavy, v důsledku čehož většina NPC vojáků vypadá identicky. Dále bylo poznamenáno, že nahrané hlasy vojáků se často opakují, a mnohdy jsou použity v nesprávných chvílích.

## Bonusy

### Zbraně
- Puška MK4 – Útočná puška vyvinutá pro speciální jednotky. Ačkoliv má díky vnitřnímu plazmovému generátoru prakticky neomezenou munici, nemá takovou průraznost, trpí na krátký dostřel a přehřívá se. Sekundární režim palby představuje granátomet.[6][7]
- Morita MK2 tříštivá – Standardní útočná puška mobilní pěchoty, průraznější než MK4, je ovšem závislá na množství munice v inventáři. Sekundární režim palby připomíná brokovnici, což se hodí proti odolnějším protivníkům.[8][7]
- Morita MK2 s granátometem – Klasická morita, jejíž sekundární režim palby představuje granátomet.[7]
- Morita MK2 odstřelovací – Útočná puška vybavená puškohledem umožňující přesnou palbu na velké vzdálenosti.[7]
- Morita MK2 karabina – Sekundární režim palby zdvojnásobuje rychlost střelby, což je velmi účinné proti broukům-tygrům.[7]
- Taktická brokovnice – Futuristická brokovnice na krátké vzdálenosti, sekundární režim umožní vystřelit mocnou ránu složenou ze čtyř patron.[9][7]
- Multiraketomet – Raketomet určený pro zvláštní jednotky, v podstatě přenosná verze zbraňových systémů ozbrojených výsadkových lodí. Jedná se o raketomet disponující několika hlavněmi, které umožňují plynulou palbu raket (sekundární režim palby umožňuje vystřelit naváděnou střelu). Ačkoliv je to velmi účinná zbraň proti těžkým arachnidům, jakmile raketomet přejde do automatické palby, silně se snižuje přesnost.[10][7]
- Experimentální puška – Odstřelovací puška na principu railgun v rané fázi vývoje, která teprve čeká na schválení pro plné vojenské využití. Ačkoliv je velmi přesná a silná i na extrémní vzdálenosti, trpí na nedostatek munice a dlouhou dobu nabíjení.[7]
- Raketomet M56-C – Přenosný raketomet primárně určený proti velkým a těžkým arachnidům. Pálí slabé jaderné hlavice, které lze pomocí laserového systému navádět.[11]
- Ruční granát SG-16 – Ruční granát vybavený jednoduchou umělou inteligencí, která rozezná arachnida od člověka.[7]
- Statický kanón MK1 – Těžká zbraň napevno připevněná k podkladu, primárně určená k obraně základen a likvidaci vzdušných cílů. Kombinuje v sobě vysokou palebnou sílu a neomezenou munici tak jako MK4, ale přehřívá se.[7]
- Odpalovač jaderných střel M55 (a M55-C) – Těžký, drahý a neskladný kanón, který lze nalézt jen na těch nejdůležitějších federálních základnách. Tak jako MK1 je napevno připevněn k podkladu, ovšem tento odpalovač vyžaduje pravidelnou technickou údržbu. Použití těchto zbraní je striktně monitorováno a může být schváleno jen příslušnými veliteli. Jaderná střela N2, která se do těchto odpalovačů používá, zlikviduje vše živé v okruhu jednoho kilometru.[7]

### Lodě
- Velitelská loď – Kosmický křižník, který slouží k mezihvězdné přepravě, transportu mobilní pěchoty a výsadkových lodí a řízení pozemních akcí. Kvůli své konstrukci ve volném kosmu tyto koráby nemohou přistát na povrchu planet. Většina novějších velitelských lodí má na palubě šest speciálních jednotek a střeženou sekci Psi Ops.[7]
- Výsadková loď třídy M – Pokročilá a plně vyzbrojená výsadková loď pro speciální jednotky, jakési „soukromé taxi“ řízené těmi nejlepšími piloty.[7]
- Nákladní výsadková loď (či DR-4 Viking) – Zdaleka největší loď určená pro výsadky na povrchu planet. Kvůli své neozbrojenosti a špatné manévrovatelnosti vyžaduje zabezpečenou přistávací plochu. Slouží k transportu těžkého nákladu, zásob a velkého počtu vojáků.[12][7]
- Pěšácká výsadková loď (či DR-8 Skyhook) – Malá výsadková loď, která slouží k transportu šestičlenné skupiny pěšáků. Kvůli vysoké spotřebě paliva vyžaduje přesnost. Na úkor dobré manévrovatelnosti postrádá výzbroj a ochranu.[13][7]
- Bombardér (či F-76 Thunderbolt) – Jak vypovídá název, jedná se o letoun určený pro kobercové bombardování a nálety. Vyžaduje přesnou letovou koordinaci.[14][7]

### Ostatní
- Oblek speciálních jednotek – Taktická výstroj federálních speciálních sil, která se na rozdíl od standardní výstroje dočkala řady vylepšení, jako je kvalitnější pancíř, posilovač pohybu a nosnosti, odlehčovací systém pro zbraně, integrovaný léčebný systém či digitální a komunikační relé zabudované v přilbě.[15][7]
- Mobilní pěchota – Jinými slovy federální armáda. Dělí se na tři subkategorie: standardní pěšáci, neozbrojení polní lékaři a nakonec technici, kteří mají na starost elektroniku a technická zařízení.[16][7]
- Psi Ops – Přísně tajná složka vojenské rozvědky, která je součástí federálních ozbrojených složek. O Psi Ops kolují leckteré zvěsti, kupříkladu že agenti Psi Ops disponují psychickými schopnostmi, často velí utajovaným projektům a životy řadových pěšáků jsou v porovnání s nimi zcela postradatelné.[17][7]
- Elektronický článek – V podstatě externí baterie schopná uchovat obrovské množství elektrické energie. Originálně navržený pro civilní kolonie na nehostinných planetách, v armádních službách nalezl své místo k napájení obranných elektrických sloupů, statických zbraní a k opravám na velitelských křižnících.[7]
- Pokladač min – Speciální zařízení, které v krátkém časovém úseku pokryje své okolí inteligentními minami schopnými rozeznat člověka od arachnida. Relativně lehké a dobře přenosné.[7]
- Demoliční nálož – Zařízení naplněné velmi účinnou trhavinou, která je schopna odklidit téměř jakoukoliv překážku v cestě. Nezbytná výbava mechaniků, která má však tu nevýhodu, že se musí ručně nastavit.[7]

### Nepřátelé
- Dělník (fiktivním odborným názvem Schizopeltida) – Bezbranný rudý arachnid malého vzrůstu. Zcela neškodný, slouží jen jako pracovní jednotka, sháněč zdrojů pro arachnidské vojsko a brouka mozka a nakonec se osvědčil jakožto postradatelný čistič minových polí.[18][7]
- Voják (Uropygi) – Hlavní vojenská jednotka arachnidské armády, klasický bojovník z filmu. Nízká inteligence, postrádá jakýkoliv krunýř.[19][7]
- Tygr (Uropygi – Tigris) – Větší, odolnější a agresivnější verze vojáka, která získala svůj název díky černo-žlutému zbarvení.[20][7]
- Tygr plivací (Tigris – Sputare) – Evoluční odnož tygra. Díky své dovednosti vyvrhovat zelené substance na bázi plazmy se jedná o nebezpečného protivníka.[7]
- Tygr elitní (Tigris – Lupatus) – Evolučně nejvyvinutější tygr. Kombinuje v sobě přednosti obou příbuzných: nelítostný a agresivní bojovník v boji zblízka, na dálku vyvrhuje vápnité plazmové střepy.[7]
- Záškodník (Inflatus Cimex) – Malý, leč velmi hbitý arachnid, který často útočí ve skupině a působí jako infiltrátor. Vyvrhuje několik malých plazmových střel najednou. Obzvlášť nebezpečný zblízka.[21][7]
- Průzkumník (Custos) – Malá průzkumná jednotka se značně vyvinutými smysly. Ačkoliv je zcela bezbranný, díky fotochemické reakci ve svém těle umí vyvolat ostrý záblesk, který krátkodobě oslepí hráče a přivolá ostatní arachnidy.[22][7]
- Klíště (Scopulus Acarina) – Jednoduše řečeno arachnidský odstřelovač. Je poměrně malý a díky svému zbarvení je lehké jej přehlédnout, často se skrývá na úbočí skal. Díky zvláštnímu trávicímu ústrojí dovede plivat kamenné úlomky na dlouhé vzdálenosti.[23][7]
- Nosorožík (Cimex Rhinoceros) – Těžká jednotka značně připomínající kapucínka. Spoléhá se na prudké výpady proti nepříteli a neprůstřelný krunýř, jedinou slabinu tak představuje jeho nechráněný zadeček.[24][7]
- Plasmový brouk (Solifugre) – Kolosální těžkooděnec, který ze zadní části těla vystřeluje plazmové výboje až na oběžnou dráhu planety, čímž bezprostředně ohrožuje federální letectvo. V boji zblízka chrlí proud plazmy z ústrojí na své hlavě. Jedinou slabinou je jeho hlava a spodní část břicha při vystřelování plazmy.[25][7]
- Mladý plasmový brouk (Solifugre Parvulus) – Menší verze výše zmíněného brouka. Ačkoliv není tak odolný, stále představuje problém.[7]
- Drtič (Amblypygi) – Těžký obrněný arachnid, druhý největší po plazmovém brouku. Jeho jedinou slabinou je hlava, na níž má bioelektrické ústrojí, které v podstatě funguje jako plamenomet.[26][7]
- Mladý drtič (Amblypygi Parvulus) – Menší verze výše zmíněného brouka. Ačkoliv není tak odolný, stále představuje problém. Na rozdíl od své dospělé verze je schopen na delší vzdálenosti vystřelovat ohnivé chuchvalce. Dle poznámek ve hře panují spekulace, že se nejedná o mládě drtiče, ale o odlišný, leč příbuzný druh arachnida.[7]
- Kobylka (Opilionei) – Okřídlený zelený arachnid, který v broučím společenstvu plní roli vzdušného průzkumníka. Na zadečku má osten a ostré hrany křídel, takže neopatrným vojákům je schopen useknout hlavu.[27][7]
- Světluška (Opilionei – Accendere) – Obávaná příbuzná kobylky, od níž se odlišuje jasně červeným zbarvením a schopností chrlit oheň podobně jako drtič.[28][7]
- Sebevrah (Opilionei – Immolare) – Zmutovaná verze kobylky, jejímž jediným útokem je sebevražedný nálet: velmi účinný, nutno podotknout.[29][7]
- Královský voják (Uropygi – Basilicus) – Těžkooděná, velmi inteligentní a mnohem větší verze klasického vojáka, jedná se o elitní ochrannou gardu brouka mozka. Zblízka útočí mocnými kusadly a pařáty, na delší vzdálenosti vyvrhuje jakési vápnité plazmové střely. Jedinou slabinou jsou jeho oči.[30][7]
- Brouk X – Bioinženýrsky a geneticky upravený královský voják: silnější, odolnější, inteligentnější a díky svým feromonům je schopen přilákat arachnidy z dalekého okolí. Jeho jedinou slabinou je žlutě zářící místo na spodku těla, které krátce odhalí pouze pokud je dostatečně zraněn palbou do očí. Vyvrhuje rudé vápnité plazmové střely, později i oheň.[31][7]
- Brouk mozek (Cerebus Rex) – Zcela bezbranný, ovšem strategicky nesmírně důležitý arachnid s obrovskou inteligencí. Jedná se o pečlivě střeženého vůdce celé arachnidské armády.[32][7]